# Менард (округ, Техас)
Шаблон:StateAbbr_ 30°54′ пн. ш. 99°49′ зх. д. / 30.9° пн. ш. 99.82° зх. д.
Округ Менард (англ. Menard County) — округ (графство) у штаті Техас, США. Ідентифікатор округу 48327.

## Історія
Округ утворений 1871 року.

## Демографія
За даними перепису 2000 року загальне населення округу становило 2360 осіб, усе сільське. Серед мешканців округу чоловіків було 1178, а жінок — 1182. В окрузі було 990 домогосподарств, 665 родин, які мешкали в 1607 будинках. Середній розмір родини становив 2,91.
Віковий розподіл населення поданий у таблиці:
| Стать    | До 15 років | 15-21 | 22-29 | 30-39 | 40-49 | 50-65 | 65-85 | Понад 85 |
| -------- | ----------- | ----- | ----- | ----- | ----- | ----- | ----- | -------- |
| Чоловіки | 238         | 130   | 55    | 125   | 152   | 239   | 207   | 32       |
| Жінки    | 190         | 103   | 58    | 151   | 172   | 229   | 223   | 56       |

## Суміжні округи
- Кончо — північ
- Маккалох — північний схід
- Мейсон — схід
- Кімбл — південь
- Шлайхер — захід
- Саттон — південний захід
- Том-Грін — північний захід

## Виноски
1. ↑  U.S. Decennial Census. United States Census Bureau. Архів оригіналу за 4 квітня 2018. Процитовано 4 травня 2015.
2. ↑  Texas Almanac: Population History of Counties from 1850–2010 (PDF). Texas Almanac. Архів оригіналу (PDF) за 19 квітня 2015. Процитовано 4 травня 2015.
3. ↑  State & County QuickFacts. United States Census Bureau. Архів оригіналу за 18 жовтня 2011. Процитовано 22 грудня 2013.(англ.) Наведено за англійською вікіпедією.
4. ↑  American FactFinder. Бюро перепису населення США. Архів оригіналу за 26 лютого 2012. Процитовано 31 січня 2008.

| США | Це незавершена стаття з географії США. Ви можете допомогти проєкту, виправивши або дописавши її. |